# NGC 2976
NGC 2976 ist eine spiralförmige Zwerggalaxie vom Hubble-Typ Scd? pec, die etwa 11,4 Millionen Lichtjahre von der Milchstraße entfernt ist. NGC 2976 ist eine Begleitgalaxie von M81 und ist ein Mitglied des Galaxienhaufens M81-Gruppe.
Die Galaxie wurde am 8. November 1801 von dem deutsch-britischen Astronomen Friedrich Wilhelm Herschel entdeckt.

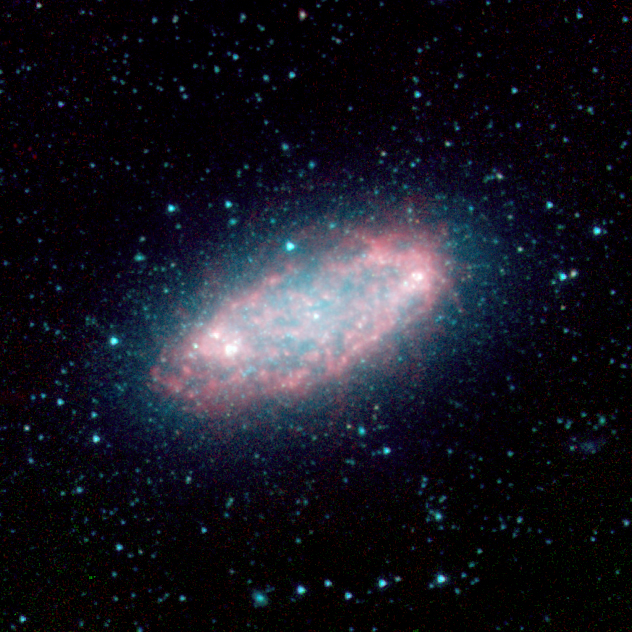
Infrarotaufnahme von der Galaxie NGC 2976 vom Spitzer-Weltraumteleskop
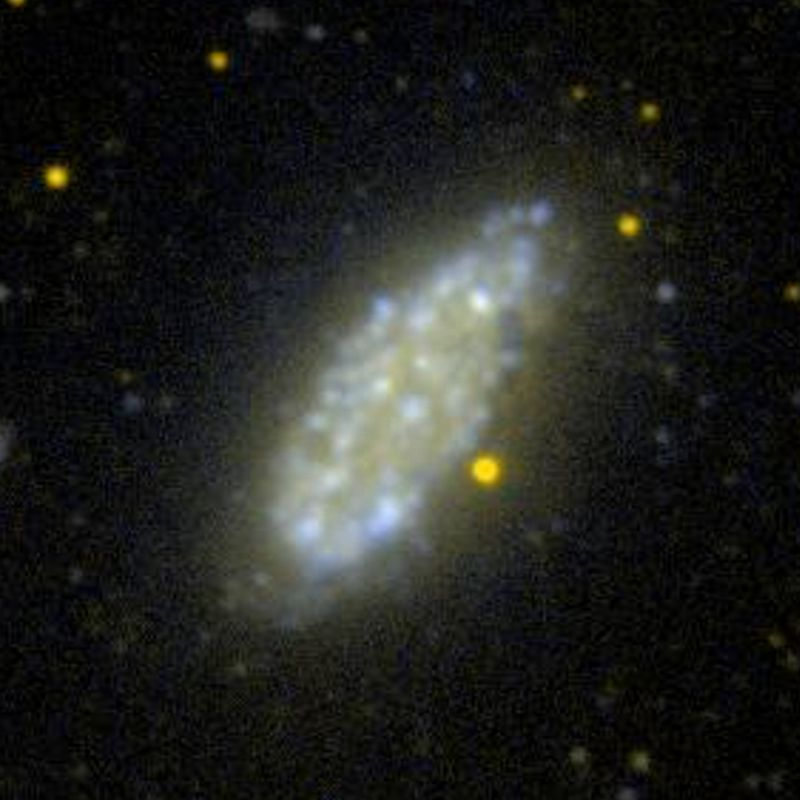
UV-Aufnahme von NGC 2976 mittels GALEX
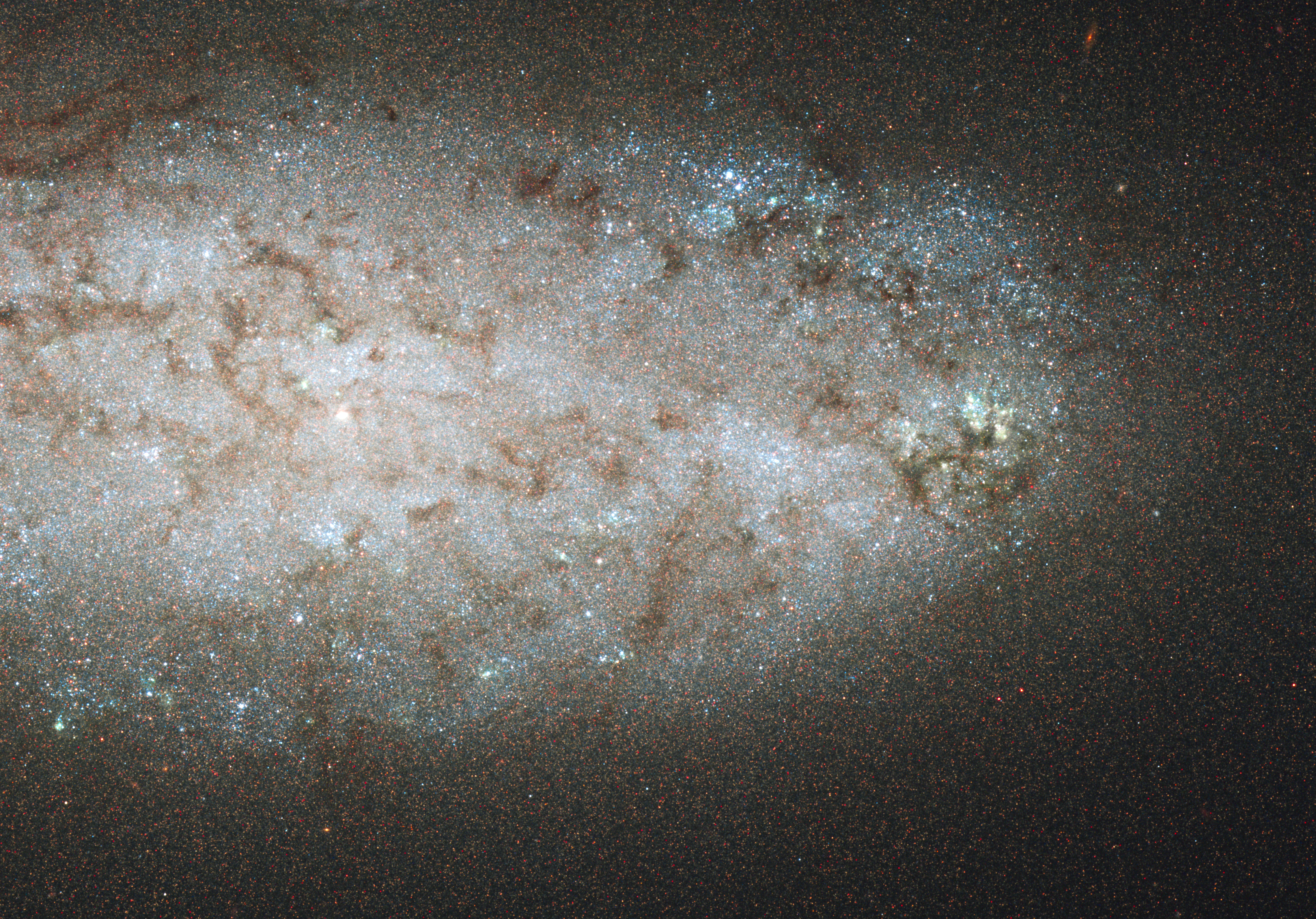
Hochaufgelöste Detailaufnahme des Hubble-Weltraumteleskops